# Тихомиров, Антон Владимирович
Антон Владимирович Тихомиров (род. 23 августа 1990, Ленинград) — российский хоккеист, нападающий.

## Биография
Начинал заниматься хоккеем в четыре года на родине отца в селе Парфеньево (Костромская область). Играл в разных спортивных школах Санкт-Петербурга. В сезонах 2006/07 — 2007/08 выступал за клуб «Питер» в первой лиге чемпионата России. С 18 лет — в системе СКА. В сезоне 2008/09 играл за СКА-2, затем — в МХЛ за «СКА-1946» (2009/10, 2011/12) и ХК ВМФ (2010/11 — 2011/12, ВХЛ). В сентябре 2012 года провёл три матча за СКА в чемпионате КХЛ. В связи с локаутом в НХЛ в клуб приехали Илья Ковальчук, Владимир Тарасенко, Виктор Тихонов, и Тихомиров в декабре перешёл в чеховский «Витязь», за который сыграл в сезоне 19 матчей в КХЛ, забил две шайбы. В июне 2013 года был обменян обратно в СКА на Александра Васильева. Играл в ВХЛ за команды «ВМФ-Карелия» 92013/14), «Ариада» Волжск (2015/16), «Буран» Воронеж (2016/17), в чемпионате Польши за «Орлик» Ополе. Выступал в первенстве ВХЛ за «Чебоксары» (2017/18 — 2019/20), «Динамо-Алтай» Барнаул (2019/20 — 2020/21).